# 日本螺旋麵包

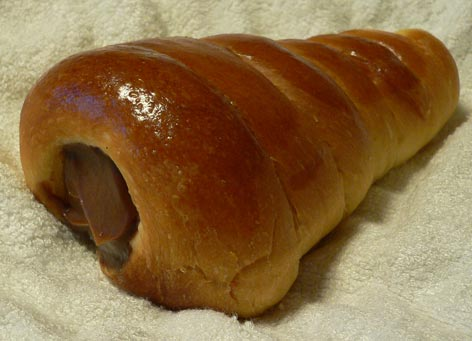
巧克力螺旋麵包

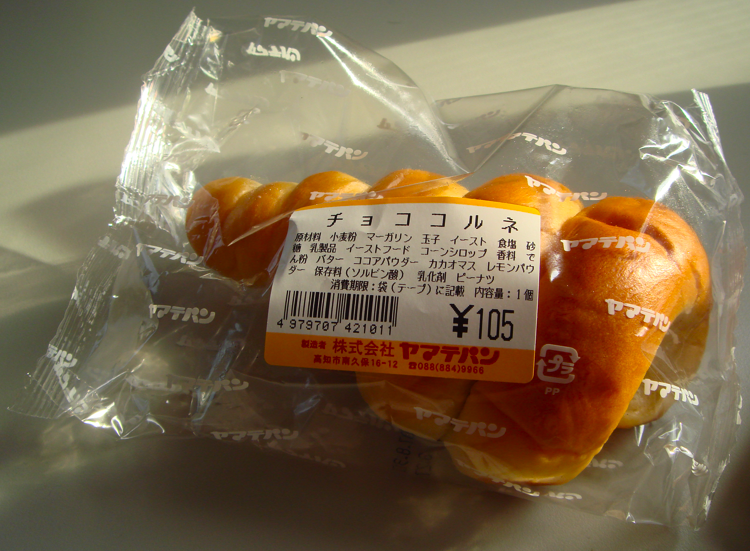

螺旋麵包（日语：コロネ），在台灣稱螺仔麭，又稱海螺麵包或蝸牛麵包，源自日本的一種麵包。外表是麵包捲成螺旋貝狀，烤好麵包後在洞裡面填餡，餡料以巧克力和奶油為主。
漫畫與動畫作品《幸運☆星》中，主角之一的泉此方常常吃這種麵包。
動畫、漫畫與遊戲作品《BanG Dream!》中的poppin'party成員里美十分喜歡巧克力口味的螺旋麵包。

## 名稱來源
其名稱來源有兩個不同說法。一說是來自法文，指的是法國號。一說是來自英文，是短號的意思。其實際出現時間不詳，一般相信在日本明治時代就已經存在。
傳入台灣後，因其外型類似蝸牛與田螺，因此被稱為螺仔麭。

## 概要
跟在烤麵包之前就已經放入巧克力醬或奶油的麵包不太一樣，因為奶油沒有一起烤，所以水份比較多，能品嘗到比較有水分的奶油。

## 外部鏈接
维基共享资源上的相關多媒體資源：日本螺旋麵包